# آدام هانوسکیویچ
آدام هانوسکیویچ (لهستانی: Adam Hanuszkiewicz؛ ‏ ۱۶ ژوئن ۱۹۲۴ – ۴ دسامبر ۲۰۱۱) بازیگر و کارگردان نمایش اهل لهستان بود.
از فیلم‌ها یا برنامه‌های تلویزیونی که وی در آن نقش داشته‌است می‌توان به آغاز بهار، دست‌ها بالا! و ده فرمان - قسمت ۴ اشاره کرد.
وی همچنین برندهٔ جوایزی همچون گلوریا آرتیس شده‌است.